# Calophyllum paniculatum
Calophyllum paniculatum là một loài thực vật có hoa trong họ Calophyllaceae. Loài này được P.F.Stevens mô tả khoa học đầu tiên năm 1980.